# Cabinda (municipio)
Cabinda è una municipalità dell'Angola appartenente alla Provincia di Cabinda. Ha 185.924 abitanti (stima del 2006).
Il capoluogo è Cabinda.

## Comuni
- Cabinda
- Fubo
- Iema